# انتخابات الرئاسة الدومينيكانية 2000
انتخابات الرئاسة الدومينيكانية 2000 هي الانتخابات الرئاسية التي جرت في 2000، في جمهورية الدومينيكان، فاز بالانتخابات هيبوليتو ميخيا دومينيجيز.